# НОВАТЭК-Пуровский ЗПК
Пуровский завод по переработке конденсата (Пуровский ЗПК) — российское предприятие по переработке деэтанизированного газового конденсата, расположенное в Пуровском районе, ЯНАО Тюменской области.
Входит в структуру ПАО «Новатэк» и является одним из ключевых предприятий компании. Производимыми продуктами Пуровского ЗПК являются стабильный газовый конденсат и широкая фракция легких углеводородов.

## Деятельность
Пуровский ЗПК предназначен для переработки деэтанизированного углеводородного конденсата газоконденсатных месторождений ПО «Новатэк»: Восточно-Таркосалинского, Ханчейского, Юрхаровского, а также (в перспективе) месторождений Олимпийского лицензионного участка. Перерабатывающие мощности Пуровского ЗПК соответствуют суммарным добычным мощностям месторождений «НОВАТЭКа» и его совместных предприятий. 
В 2019 году объем переработки деэтанизированного газового конденсата на Пуровском ЗПК составил 10,8 млн тонн. Из него было произведено 8,2 млн тонн стабильного газового конденсата, 2,5 млн тонн широкой фракции легких углеводородов и сжиженного углеводородного газа и 14,8 тыс. тонн регенерированного метанола.. 
По данным на начало 2019 года, с момента запуска на предприятии переработано 80 млн тонн деэтанизированного газового конденсата.

## История
В июне 2005 года введена в эксплуатацию первая очередь Пуровского завода по переработке конденсата (Пуровский ЗПК). Это первое предприятие, построенное за последние 15 лет в сфере переработки природных запасов на постсоветском пространстве и третье по счёту в Тюменской области (в регионе уже работают Сургутский завод и СИБУР Тобольск).
В 2007 году Пуровский ЗПК переработал около 2,1 млн тонн нестабильного газового конденсата, произвёл более 1,5 млн тонн стабильного газового конденсата и 554 тыс. тонн сжиженных углеводородных газов (СУГ). В 2008 году введена в промышленную эксплуатацию вторая очередь Пуровского завода по переработке конденсата. В результате его мощность была доведена до 5 млн тонн в год.
В 2013 году заработала третья очередь завода, построенная крупными строителями ЗАО «Трест Коксохиммонтаж» и ОАО «Акционерная компания Востокнефтезаводмонтаж». 16 января 2014 года компания ОАО «НОВАТЭК» сообщила о завершении проекта по расширению мощности Пуровского ЗПК с 5 до 11 млн т в год в результате ввода в промышленную эксплуатацию последних двух (из четырёх) новых технологических ниток стабилизации газового конденсата суммарной мощностью 3 миллионов тонн в год.
С января 2014 года начался запуск в эксплуатацию продуктопровода «Пуровский ЗПК — Тобольск-Нефтехим» протяженностью 1100 км. Реализация данного проекта позволила связать Пуровский ЗПК и завод по переработке ШФЛУ «Тобольск-Нефтехим». Пропускная способность продуктопровода на участке от Пуровского ЗПК до наливной эстакады в районе г. Ноябрьска составляет около 4 млн т в год, на участке от наливной эстакады до Южно-Балыкского ГПЗ — около 5,5 млн т в год, а на участке от Южно-Балыкского ГПЗ до «Тобольск-Нефтехима» — около 8 млн т в год.